# Phumosia nigricauda
Phumosia nigricauda este o specie de muște din genul Phumosia, familia Calliphoridae, descrisă de Hiromu Kurahashi și Magpayo în anul 2000.
Este endemică în Filipine. Conform Catalogue of Life specia Phumosia nigricauda nu are subspecii cunoscute.